# Grand Jason
Grand Jason är en ö i territoriet Falklandsöarna (Storbritannien). Den ligger i den nordvästra delen av ögruppen, 240 km väster om huvudstaden Stanley.